# Harem

Giovanni Antonio Guardi, Scena w haremie

Harem (z arab. ulga, zakaz); od arab. ‏حريم‎ harim („miejsce zakazane lub święte”) inaczej perski: sarāy, zenana – prywatna strefa w tradycyjnym muzułmańskim domu. Część tradycyjnego domu muzułmańskiego zamieszkana przez kobiety, żony i nałożnice muzułmanina oraz ich dzieci tam mieszkające. Do części domu określonej jako harem nie mają wstępu obcy mężczyźni. Termin odnosi się również do kobiet przebywających w haremie.
Zwyczaj izolowania kobiet Arabowie przejęli w VII wieku od bizantyjczyków. W starożytnych Chinach, Turcji i Egipcie haremu pilnowali eunuchowie. W Chinach w haremie mógł przebywać jedynie cesarz ze swoimi kobietami – opieka eunucha nad kobietami sprawiała, że nie istniały wątpliwości w kwestii ojcostwa dzieci.